# Sarah Marshall
Sarah Lynne Marshall (* 25. Mai 1933 in London, England; † 18. Januar 2014 in Los Angeles, Kalifornien) war eine britische Schauspielerin.

## Leben
Sarah Marshall war die Tochter der britischen Schauspieler Herbert Marshall und Edna Best. Sie zog während ihrer Kindheit mit ihrer Mutter in die Vereinigten Staaten, wo sie einen Großteil ihres Lebens verbrachte. Sarah Marshall folgte ihren Eltern in das Schauspielgeschäft und trat 1951 erstmals am Broadway in Dream Girl von Elmer Rice auf. Weitere Bühnenrollen folgten, 1960 wurde sie für ihre Darstellung in George Axelrods Theaterstück Goodbye, Charlie für den Tony Award nominiert.
1954 stand sie für den Fernsehfilm King Richard II (1954) erstmals vor der Kamera. Bis Ende der 1980er Jahre spielte sie in zahlreichen Fernsehserien.  Ihre größte Rolle hatte sie dabei als Evelyn Winslow in Miss Winslow and Son (1979). Weitere Serien, in denen sie auftrat, sind unter anderem Robert Montgomery Presents (1951–1954), The United States Steel Hour (1955/1961), Alfred Hitchcock zeigt (1960–1963), Thriller (1961), Daniel Boone (1965–1968), FBI (1966/1968), Raumschiff Enterprise (1967) und Scruples (1980).
Sie spielte auch in etlichen Filmen, wie etwa Der lange heiße Sommer (1958), Monsieur Cognac (1964), Nymphomania (1965), Mollymauk, der Wunderknabe (1966), Ahnungslos (1972), Der Bunker (1981), Dave (1993), Bad Blood (2006) und Bad Blood … the Hunger (2012). Als Filmschauspielerin blieb sie überwiegend auf Nebenrollen beschränkt.
Sarah Marshall verstarb am 18. Januar 2014 im Alter von 80 Jahren an den Folgen einer Krebserkrankung.

## Privates
Sarah Marshall war von 1952 bis 1957 mit Mel Bourne verheiratet und bekam mit ihm zusammen einen Sohn.

## Filmografie (Auswahl)

### Filme
- 1954: King Richard II (Fernsehfilm)
- 1958: Der lange heiße Sommer (The Long, Hot Summer)
- 1964: Monsieur Cognac (Wild and Wonderful)
- 1965: Nymphomania (A Rage to Live)
- 1966: Mollymauk, der Wunderknabe (Lord Love a Duck)
- 1972: Ahnungslos (Embassy)
- 1973: Applause (Fernsehfilm)
- 1981: Der Bunker (The Bunker, Fernsehfilm)
- 1981: The People vs. Jean Harris (Fernsehfilm)
- 1982: Der verhängnisvolle Brief (The Letter, Fernsehfilm)
- 1990: Leute wie wir (People Like Us, Fernsehfilm)
- 1993: Dave
- 1994: Blut auf schwarzer Seide (French Silk, Fernsehfilm)
- 1995: Dangerous Minds – Wilde Gedanken (Dangerous Minds)
- 2006: Bad Blood
- 2012: Bad Blood... the Hunger

### Fernsehserien
- 1951–1954: Robert Montgomery Presents (drei Folgen)
- 1955/1961: The United States Steel Hour (zwei Folgen)
- 1960: Startime (eine Folge)
- 1960–1963: Alfred Hitchcock zeigt (drei Folgen)
- 1961: Thriller (zwei Folgen)
- 1961: Perry Mason (eine Folge)
- 1962: Twilight Zone (eine Folge)
- 1964: 77 Sunset Strip (eine Folge)
- 1964: Gauner gegen Gauner (The Rogues, eine Folge)
- 1965: Auf der Flucht (The Fugitive, eine Folge)
- 1965–1968: Daniel Boone (drei Folgen)
- 1966: Mein Onkel vom Mars (My favorite Martian, eine Folge)
- 1966: Mini-Max (Get Smart, eine Folge)
- 1966: Tennisschläger und Kanonen (I Spy, eine Folge)
- 1966/1968: FBI (The F.B.I., zwei Folgen)
- 1967: Verrückter wilder Westen (Wild Wild West, eine Folge)
- 1967: Raumschiff Enterprise (Star Trek, eine Folge)
- 1967: Der Chef (Ironside, eine Folge)
- 1979: Miss Winslow and Son (sechs Folgen)
- 1980: Scruples (Mini-Serie, drei Folgen)
- 1981: Herzbube mit zwei Damen (Three’s Company, eine Folge)
- 1981: Die Jeffersons (The Jeffersons, eine Folge)
- 1983: Hart aber herzlich (Hart to Hart, Folge: Wenn das Blatt sich wendet)
- 1984: Remington Steele (eine Folge)
- 1989: Cheers (eine Folge)

## Nominierung
- 1960: Tony-Award-Nominierung für Goodbye, Charlie